# Janet Price
Janet Price (Pontypool, 1941) è un soprano gallese.
Nata in Galles, è stato molto attiva soprattutto nel repertorio belcantistico italiano del XIX secolo. Dal 1963 è sposata con il compositore Adrian Beaumont.
Ha studiato canto e pianoforte all'Università di Cardiff con Olive Groves, Isobel Baillie e Hervey Alan. Ha anche seguito corsi a Parigi con Nadia Boulanger. Debuttò nel 1964 con la BBC del Galles. Nel 1971, apparve alla Town Hall Londra in una rappresentazione in forma di concerto di La fedeltà premiata di Franz Joseph Haydn.
Quindi si specializzò nel repertorio belcantistico italiano del XIX secolo e nel repertorio francese. Cominciò una collaborazione con l'etichetta Opera Rara, e apparve in concerti e spettacoli teatrali di lavori a lungo dimenticati di compositori come 
Meyerbeer, Mercadante, Donizetti, Auber. Collaborò anche con la Handel Opera Society, la Welsh National Opera, il Festival di Glyndebourne e l'Opera del Kent.
Cantò nel ruolo di Fiordiligi in Così fan tutte all'Opéra-Comique nel 1974, e comparve al Festival delle Fiandre e alla San Antonio Grand Opera in Texas.
Tra le sue registrazioni, Ugo, Conte di Parigi per Opera Rara in 1977. Di questa cantante esistono anche registrazioni dal vivo di opere come L'étoile du nord di Meyerbeer, Orazi e Curiazi e Virginia di Mercadante, La muta di Portici di Auber, Maria Padilla e Torquato Tasso di Donizetti.